# Peru na zimowych igrzyskach olimpijskich
Oficjalnie Peruwiańczycy zadebiutowali na zimowych igrzyskach olimpijskich w 2010 roku wraz z drużynami z Czarnogóry, Ghany, Kajmanów, Kolumbii oraz Pakistanu. Przedstawiciele Peru wystąpili do tej pory na zimowych igrzyskach trzy razy, nie zdobywając żadnego medalu.